# Schloss Ladendorf
Schloss Ladendorf befindet sich auf einer Anhöhe nördlich der niederösterreichischen Marktgemeinde Ladendorf und ist von einem Park umgeben. Das Barockschloss befindet sich im Verfall.

## Geschichte
Mit Hugo von Ladendorf wird der Ort 1170 erstmals erwähnt. Die damalige, nicht erhaltene Burg befand sich 1228 im Besitz von Otto von Ladendorf aus der ritterlichen Familie der mit Johann Nep. Franz Ladensdorfer im 18. Jh. erloschenen Ladendorfer  mit Stammsitz in Ladendorf. 1454 wird ein Wolfgang von Ladendorf erwähnt. Die Burg wurde 1450 vom böhmischen Söldnerführer Pongracz von Liptau zerstört und 1645 von den Schweden schwer beschädigt. Die Steger von Ladendorf waren Besitzer der Herrschaft Ladendorf von 1550 bis 1658.
Im Jahr 1658 erwarb Wilhelm Johann Anton Graf von Daun die Herrschaft mit der mittlerweile zu einer Vierkantanlage erweiterten Burg. Nach 1722 ließ Wirich Philipp Lorenz Graf Daun die Burg barock ausbauen und sein Sohn Leopold Joseph, der Feldmarschall im Siebenjährigen Krieg, ließ Schloss Ladendorf durch Donato Felice d’Allio mit einem zweigeschoßigen Festsaal umgestalten.
Weitere Besitzer waren ab 1751 Fürst Johann Joseph von Khevenhüller-Metsch, der Kaiserin Maria Theresia und ihren Thronfolger Joseph zur Hochzeit seiner Tochter hier empfing. Ihm folgte Karl Fürst Khevenhüller-Metsch. 1928 erbte die Familie Huck das Schloss von den Khevenhüllern, das bis heute Eigentum ihrer Nachkommen ist. Sie bewohnen das einstige Verwaltergebäude. Das Schloss verfällt; die meisten der 128 Fenster sind zerschlagen, die Decken morsch und teilweise eingestürzt, der große Saal einsturzgefährdet. Seine Decke mit den Stukkaturen (Taten des Herkules) von Santino Bussi, wird von Holzstangen notdürftig gestützt. Lediglich das Dach konnte in den 70er-Jahren auf Kosten des Bundesdenkmalamtes ausgebessert werden.
Das Schloss war 1940 noch in hervorragendem Zustand. Während des Zweiten Weltkrieges und in der Nachkriegszeit wurde das Gebäude als Notunterkunft und Lazarett genutzt.

## Beschreibung

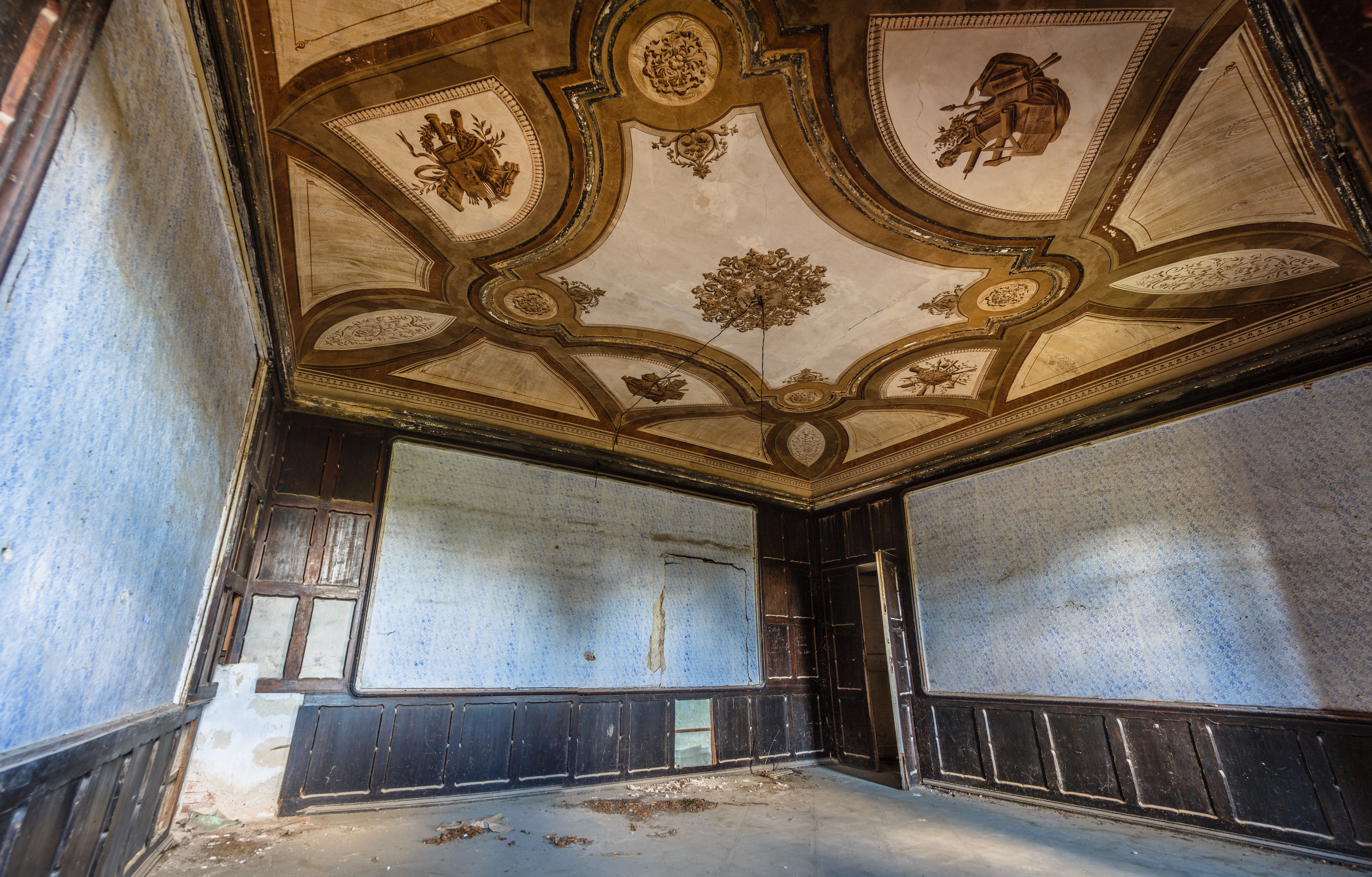
Der Festsaal

Eine vierflügelige Anlage um einen Rechteckhof, die teilweise noch von einem Graben umgeben ist. Die Fassadengestaltung ist außen dreigeschoßig und innen zweigeschoßig, wobei eine unterschiedliche Fensteraufteilung erfolgte. 1722 wurde der elfachsige Südtrakt mit einem dreiachsigen Mittelrisalit neu gestaltet. In ihm befindet sich ein zweigeschoßiger Festsaal. Vor dem Ostflügel befindet sich die Brücke über den Wehrgraben. Die dazugehörige Portalanlage hat eine gerade Verdachung über gebänderten Pilastern. Die Einfahrt durch den Ostflügel ist mittels Platzlgewölben zwischen Doppelgurten ausgeführt.
Nordöstlich des Schlosses befindet sich das Verwaltungsgebäude. Ein breitgelagerter, dreigeschoßiger Bau mit seichten Mittel- und Eckrisaliten, errichtet Mitte des 18. Jahrhunderts.
Der Schlosspark ist zum Teil von einer Mauer und Eisengittern umgeben. Südlich ist ein steinernes Wasserbecken und eine barocke Mariensäule aufgestellt. Im Osten zur Kirche hin befindet sich eine aufwendige Portalanlage aus dem zweiten Viertel des 18. Jahrhunderts.

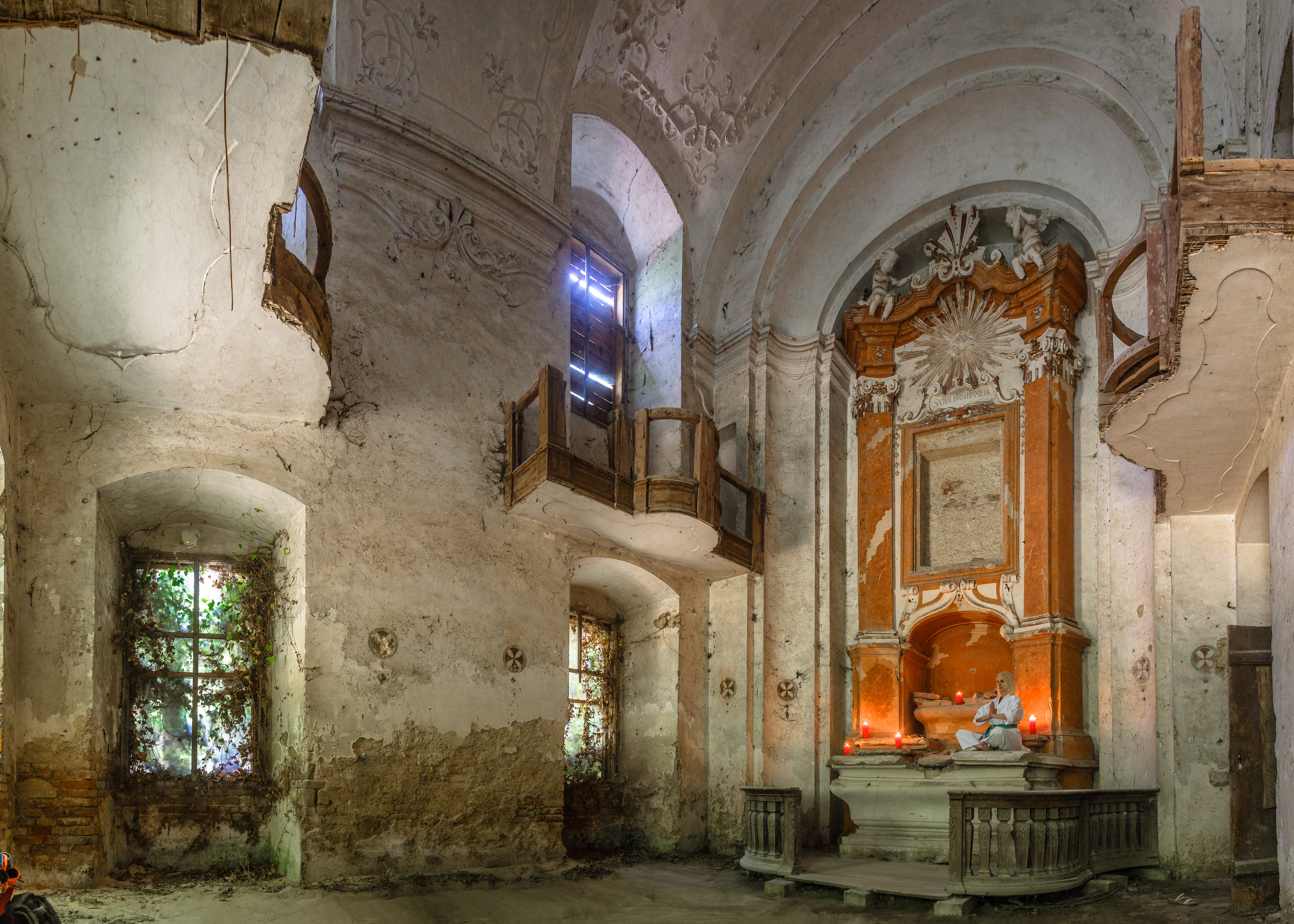
Die Schlosskapelle

### Die Kapelle
Im Nordflügel befindet sich die Kapelle, ein zweigeschoßiger, rechteckiger Saalraum mit gerader, geschlossener Altarnische zwischen gekehlten Pilastern. Sie stammt aus dem Jahr 1730 und ist ebenfalls reich stuckiert. 
Bemerkenswert ist der retabelartiger Altar aus Stuckmarmor sowie die aus Eiche geschnittene barocke Kommunionbank.